# Dominic Mafham
Dominic Mafham (Stafford, 11 marzo 1968) è un attore inglese.

## Filmografia

### Cinema
- Sniper 5 - Fino all'ultimo colpo (Sniper: Legacy), regia di Don Michael Paul (2014)
- Sniper - Nemico fantasma (Sniper: Ghost Shooter), regia di Don Michael Paul (2016)
- Ofelia - Amore e morte (Ophelia), regia di Claire McCarthy (2018)
- Golda, regia di Guy Nattiv (2023)

### Televisione
- Holby City – serie TV, 4 episodi (2004)
- Spooks – serie TV, episodio 3x06 (2004)
- Metropolitan Police – serie TV, 5 episodi (1989-2005)
- Casualty – serie TV, episodi 16x27-20x44-38x10 (2002-2024)
- Doctors – serial TV, puntata 175 (2007)
- L'ispettore Barnaby (Midsomer Murders) – serie TV, episodi 3x01-13x07 (1999-2011)
- The Musketeers – serie TV, episodio 2x01 (2015)
- Humans – serie TV, 3 episodi (2015)
- Killing Eve – serie TV, episodio 3x03 (2020)
- Grantchester – serie TV, 4 episodi (2020-2022)
- Coronation Street – serial TV, 9 puntate (2022)
- The Chelsea Detective – serie TV, episodio 2x03 (2023)
- Vigil - Indagine a bordo (Vigil) – serie TV, episodi 2x02-2x06 (2023)
- You & Me, regia di Tom Vaughan – miniserie TV, 3 puntate (2023-2024)

## Doppiatori italiani
Nelle versioni in italiano delle opere in cui ha recitato, Dominic Mafham è stato doppiato da:
- Giorgio Bonino in Sniper 5 - Fino all'ultimo colpo, Sniper - Nemico fantasma
- Gerolamo Alchieri in The Musketeers
- Teo Bellia in Humans
- Fabrizio Pucci in Ofelia - Amore e morte
- Ennio Coltorti in Killing Eve